# Каражалские минеральные воды
Каражалские минеральные воды — минеральные источники, расположенные в 10 км к югу от города Каражал Карагандинской области Казахстана.
Воды связаны с карбонатными, кремнисто-карбонатными и известково-конгломератовыми отложениями девон-карбона.
Скважины пробурены в 1961 году. Глубина двух основных скважин составляет 83 и 94,1 м, расход воды при понижениях 5,15 и 6,7 м — соответственно 3460 и 1560 м³/сут. Температура воды составляет 9—10°С. Воды по химическому составу хлоридно-сульфатные, кальциево-магниево-натриевые. Минерализация — 3870 мг/л. Содержание других компонентов (в мг/л): калий — 1,9, стронций — 3,2, фтор — 0,8, бром — 0,9, фосфорная кислота — 0,04. Химический состав газа (в %): 32,94 углекислоты, 52,36 азота, 14,55 метана.
Воды используются для лечения заболеваний органов пищеварения. В Каражале с 1968 года налажен промышленный разлив столовых минеральных вод под торговой маркой «Сарыарка».